# Towarzystwo Gimnastyczne „Sokół” („Gimnaści”)

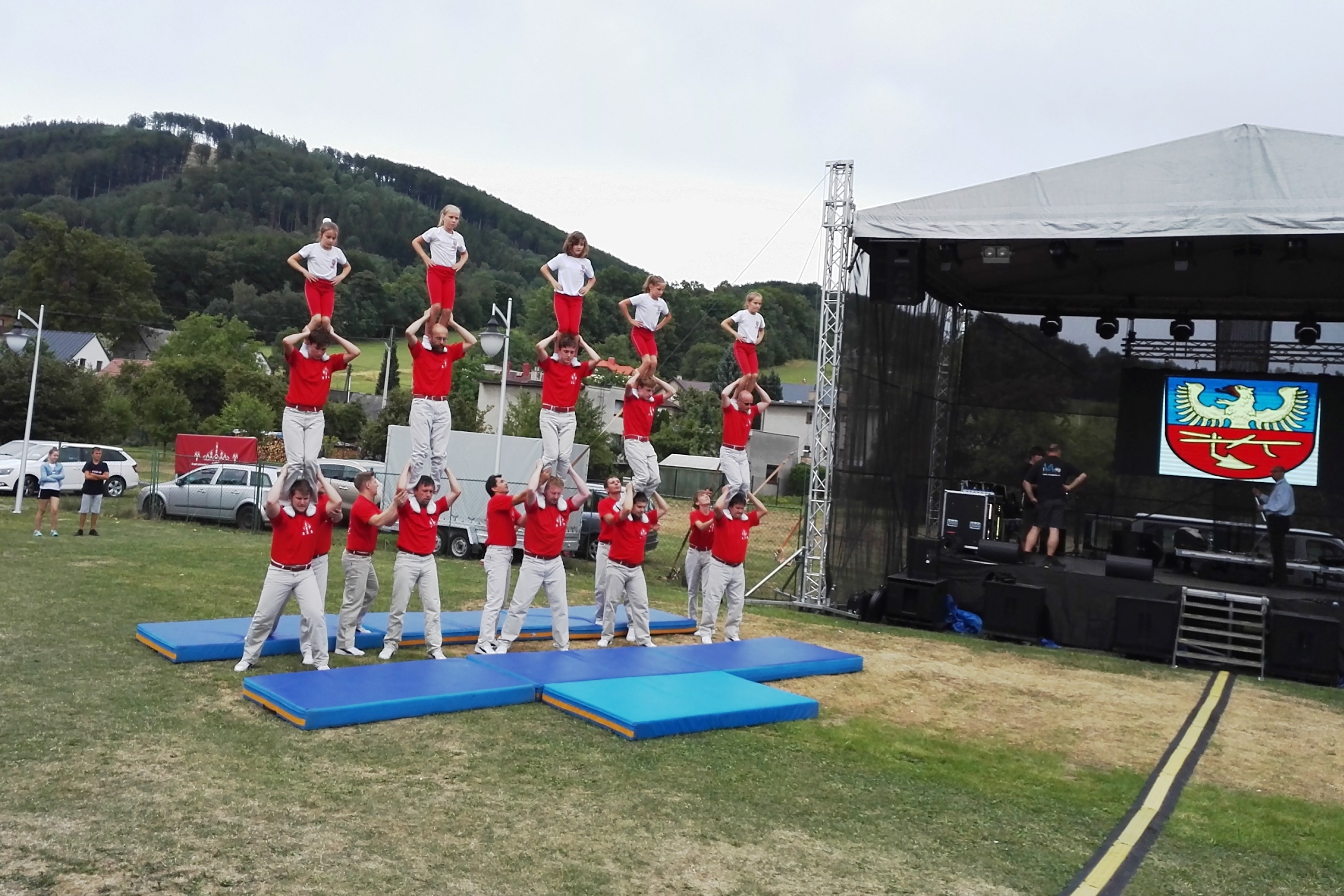
Gimnaści w 2019 r.

Towarzystwo Gimnastyczne „Sokół” („Gimnaści”) Wędrynia – amatorska grupa gimnastyczna z Wędryni, zajmująca się budowaniem tzw. żywych ludzkich piramid. Polskie Towarzystwo Gimnastyczne Sokół Wędrynia powstała w 1905 roku. Jego założycielami byli miejscowi nauczyciele Jagieło, Wojnar, Konderla, Samiec, Kubik, Szeruda i Goryczka. Aktualnie do zespołu uczęszcza 25 gimnastyków, a przewodniczącym jest Bogdan Iwanuszek. 

## Historia

### 1905-1910
W okresie przed pierwszą wojną światową do zespołu uczęszczało 20 ćwiczących członków. Zebrania odbywały się w szkole a ćwiczenia w Łyżbicach w gospodzie „Zobawa” pana Cienciały - właśnie tam był odpowiednio wysoki sufit by można było ćwiczyć na drążkach.
W roku 1910 gimnastycy wystąpili po raz pierwszy ze swoim oficjalnym programem na zlocie w Cieszynie. Kierownictwo ówczesnego Sokoła było w Krakowie, a jego członkowie również przybyli do Cieszyna.

### 1914-1918
Wojna światowa przerwała działalność Sokoła. Wznowiono ją ponownie w 1925 roku. Główni inspiratorzy wtedy: Ludwik Mec, Teofil Rygiel, Paweł Wojnar. Jako prezes został wybrany L.Mec. óźniej jego miejsce zajmuje Antoni Wałaski. Po nim w roku 1931 funkcje przejął Paweł Kujawa. Od roku 1932  zespół prowadził Jan Ondraszek.

### 1919-1938
W okresie międzywojennym zaczęto ćwiczyć w sali Czytelni Katolickiej w Wędryni we wtorki i czwartki. Uprawiano też inne sporty takie jak: lekkoatletyka, siatkówka, tenis stołowy, narciarstwo itd.

### 1939-1949
W czasie II.wojny światowej kilku uczestników trafiło do obozów koncentracyjnych np. Dachau

### 1949-1952
W latach powojennych występy odbywały się tylko w okolicznych miejscowościach takich jak: Bystrzyca, Trzyniec, Cieszyn.

## Nagrody
Gimnaści zostali laureatami konkursu "Tacy jesteśmy" w Cieszynie 21.11.2015
- Nagroda "Złoty jestem"
- Główna nagroda

## Przewodniczący
1. Ludwik Mec
2. Antoni Wałaski
3. Paweł Kujawa - 1931
4. Jan Ondraszek - 1932
5. Józef Szűcs
6. Jerzy Cienciała
7. Rudolf Szűcs
8. Henryk Raszka
9. Władysław Pindór
10. Jan Wrzecionko
11. Stanisław Wałaski
12. Jan Goryl
13. Bohdan Ondraszek
14. Bogdan Iwanuszek - 2015 do teraz[3]